# Heegner-getal
In de algebraïsche getaltheorie, een deelgebied van de wiskunde, is een Heegner-getal een positief, kwadraatvrij geheel getal {\displaystyle d}, zodanig dat het imaginaire kwadratische veld {\displaystyle \mathbb {Q} ({\sqrt {-d}})} een klassegetal van 1 heeft. Equivalent daarmee is dat de ring van de gehele getallen van {\displaystyle \mathbb {Q} ({\sqrt {-d}})} een uniek factorisatiedomein heeft.
De bepaling van zulke getallen is een speciaal geval van het klassegetalprobleem. De Heegner-getallen liggen ten grondslag aan diverse opvallende resultaten in de getaltheorie.
Volgens de stelling van Stark-Heegner bestaan er precies negen Heegner-getallen:
1, 2, 3, 7, 11, 19, 43, 67, 163.
Dit resultaat werd reeds vermoed door Gauss en werd in 1952 bewezen door Kurt Heegner.

## Eulers priemgetal-genererende veelterm
Eulers priemgetal-genererende veelterm
{\displaystyle n^{2}+n+41,\,}
die (verschillende) priemgetallen geeft voor n = 0, ...,39, is gerelateerd aan het Heegner-getal 163 = 4 · 41 - 1.
Rabinowitz bewees dat
{\displaystyle n^{2}+n+p\,}
priemgetallen geeft voor {\displaystyle n=0,\dots ,p-2} dan en slechts dan als de discriminant {\displaystyle 1-4p} gelijk is aan minus een Heegner-getal.
(Merk op dat {\displaystyle p-1} hier {\displaystyle p^{2}} oplevert en dat {\displaystyle p-2} dus maximaal is.)
1, 2 en 3 zijn niet van de vereiste vorm. De Heegner-getallen die werken zijn {\displaystyle 7,11,19,43,67,163}, wat priemgetal-genererende functies van Euler-vorm geeft voor {\displaystyle 2,3,5,11,17,41}; deze laatste nummers worden door F. Le Lionnais geluksgetallen van Euler genoemd..

## Voetnoten
1. ↑  (en)   Conway, John Horton, Guy, Richard K. (1996). The Book of Number (Het boek van de getallen, 224. ISBN 038797993X.
2. ↑  (de)  Rabinowitz, G. "Eindeutigkeit der Zerlegung in Primzahlfaktoren in quadratischen Zahlkörpern." Proc. Fifth  Internat. Congres Math. (Cambridge) 1, 418-421, 1913.
3. ↑  (fr)  Le Lionnais, F. Les nombres remarquables. Paris: Hermann, blz. 88 en 144, 1983